# Commentaire (revue)
Pour les articles homonymes, voir Commentaire.
Commentaire est une revue intellectuelle et politique trimestrielle fondée par Raymond Aron en 1978 « qui s'inquiétait de la perspective d'une arrivée de la gauche socialiste et communiste au pouvoir », succédant à la revue Contrepoint. 
Elle était en 2008 dirigée par Jean-Claude Casanova, Philippe Raynaud et Philippe Trainar, et tire à 6 000 exemplaires.

## Histoire
Commentaire est une suite de la première revue fondée par le philosophe Raymond Aron, Contrepoint''[réf. nécessaire], le philosophe poursuivant ensuite l'aventure sous un autre titre, Commentaire .

## Position politique
Ses auteurs aux parcours et horizons divers ont pour objectif d'éclairer leurs lecteurs sur toutes les grandes questions contemporaines, et de défendre les principes qui doivent gouverner les sociétés libérales. 
Selon Olivier Corpet, Commentaire serait la « seule revue intellectuelle de droite qui compte vraiment ». Elle conserve depuis sa fondation une ligne éditoriale proche de la pensée d'Aron, un libéralisme tempéré, mâtiné de conservatisme, d'atlantisme et favorable à la construction européenne. Selon Jean-Claude Casanova : « Si on trace un axe droite-gauche, ils [les rédacteurs] se répartissent pour un tiers à gauche et pour deux à droite. Si on réintroduit le centre, je dirai un quart à gauche et le reste entre le centre et la droite. J’ajoute immédiatement que ce n’est pas la division essentielle. Celle des professions, des sensibilités philosophiques, des disciplines de formation ont sans doute plus d’importance que la répartition partisane ou politique ».

## Membres du comité de patronage
- Raymond Barre
- François Bayrou
- Daniel Bell
- Patrice Blank
- Raymond Boudon
- Roger Caillois
- Yves Cannac
- Olivier Chevrillon
- Jean-Marie Colombani
- François Fejtö
- Bernard de Fallois
- Giuliano Ferrara
- Jean François-Poncet
- Henri Froment-Meurice
- Francis Fukuyama
- Raoul Girardet
- Valéry Giscard d'Estaing
- Henri Gouhier
- Bernard Halpern
- Jean Hamburger
- Anthony Hartley
- Jeanne Hersch
- Eugène Ionesco
- Robert Kopp
- Irving Kristol
- Jean Laloy
- Jean Lecanuet
- Emmanuel Le Roy Ladurie
- Simon Leys
- Richard Lowenthal
- Herbert Luthy
- André Lwoff
- Golo Mann
- Robert Marjolin
- Michel Massenet
- Indro Montanelli
- Ferdinand Mount
- Norman Podhoretz
- Jean-François Revel
- Lord Roll[5]
- Sergio Romano
- Joseph Rovan
- Edward Shils
- Jean-Marie Soutou
- Boris Souvarine
- Manès Sperber
- Michael Stürmer
- Leo Tindemans
- Mario Vargas Llosa
- Georges Vedel
- Guy Verhofstadt

## Membres du conseil de rédaction
- Gilles Achache
- Gilles Andréani
- Cédric Argenton
- Nicolas Baverez
- Guy Berger
- Alain Besançon
- Jean-Louis Bourlanges
- Nathalie Delapalme
- Gilles Étrillard
- Alain Frachon
- Marc Fumaroli
- Éric Le Boucher
- Georges Liébert
- Pierre Manent
- Georges de Ménil
- Philippe Meyer
- François Sureau
- Philippe Trainar
- Michel Zink